# Cernotina oklahoma
Cernotina oklahoma là một loài Trichoptera trong họ Polycentropodidae. Chúng phân bố ở miền Tân bắc.